# تامس
شهر تامس (به فرانسوی: Temse) در شهرستان سن‌نیکلا در استان فلاندری شرقی در منطقه فلاندری در کشور بلژیک واقع شده‌است.